# Kathleen I. Pritchard
Kathleen I. Pritchard es la jefa de oncología en el Centro de Ciencias de la Salud Sunnybrook en Toronto, Canadá, especializa en terapias contra el cáncer de mama y lidera la división de ensayos clínicos del centro.  Es autora de numerosos estudios sobre salud de la mujer, cáncer de mama, terapia de reemplazo hormonal, salud pública y metodología de investigación.  Según Thomson Reuters, fue una de los investigadores más citados del mundo en 2014 y 2015.

## Biografía
Kathleen I. Pritchard, creció en Deep River, Ontario .  Se graduó de la escuela secundaria local en 1964.  Obtuvo su Licenciatura en Ciencias en 1968 en la Universidad Queen en Kingston, Ontario y obtuvo su título de medicina en 1971.  Su práctica en medicina interna se completó en el Wellesley Hospital, Toronto Western Hospital y Toronto General Hospital. Entre 1973 y 1974 en la Universidad de Toronto, se centró en la investigación sobre el melanoma y la inmunología de tumores, y luego en 1977 comenzó a investigar el cáncer de mama en ensayos clínicos como investigadora en la Universidad de Toronto.
Entre 1978 y 1984, realizó ensayos clínicos en el Women's College Hospital bajo un premio otorgado por el Instituto Nacional del Cáncer de Canadá (NCIC).  En 1984, fue nombrada jefa de Oncología Médica y Hematología en el Women's College Hospital y presidenta del Grupo de Sitios de Cáncer de Mama del NCIC. Tres años después, se mudó al Sunnybrook Regional Cancer Center en Toronto donde se desempeñó como jefa de Oncología Médica.  Una década más tarde, en 1997, fue nombrada directora de estudios clínicos y epidemiológicos en el Odette Cancer Center de Sunnybrook.  Ha participado en numerosos estudios y es una de los médicos académicos más conocidos de Canadá, investigando temas como la quimioterapia versus la terapia hormonal, los efectos del envejecimiento y la menopausia para el riesgo de cáncer de mama, y medicamentos que ayudan en la no recurrencia.

## Premios y honores
En 2005, recibió el Premio O. Harold Warwick de la Canadian Cancer Society por su trabajo en ensayos clínicos sobre el cáncer de mama.  En 2015, fue reconocida científica en el 14 ° almuerzo de premios Women of Action, organizado por el Israel Cancer Research Fund en Toronto.  En diciembre de 2017, se anunció que habís sido honrada como Miembro de la Orden de Canadá (CM).

## Publicaciones seleccionadas
- Pritchard, Kathleen I. (1978). «Tamoxifen and Metastatic Breast Cancer». Annals of Internal Medicine 89 (5): 721–722. doi:10.7326/0003-4819-89-5-721_2.
- Pritchard, Kathleen I. (febrero de 1989). «Screening for Endometrial Cancer: Is It Effective?». Annals of Internal Medicine 110 (3): 177–179. doi:10.7326/0003-4819-110-3-177.
- Pritchard, Kathleen I. (julio de 1989). «Systemic Adjuvant Therapy for Node-Negative Breast Cancer: Proven or Premature?». Annals of Internal Medicine 111 (1): 1–4. doi:10.7326/0003-4819-111-1-1.
- Ventajas terapéuticas del droloxifeno, un nuevo antiestrógeno, en el cáncer de mama   : actas del simposio satélite "Droloxifeno, un nuevo antiestrogénico con ventajas terapéuticas" (Informe).  Hamburgo: 15º Congreso Internacional del Cáncer. 18 de agosto de 1990.  (con Henri Rochefort)
- «Clinical cooperative trials of the national cancer institute of Canada clinical trials group breast cancer site group». Cancer 74 (S3): 1150-1155. agosto de 1994. doi:10.1002/1097-0142(19940801)74:3+<1150::AID-CNCR2820741525>3.0.CO;2-5.
- Pritchard, Kathleen I. (julio de 1998). «Is tamoxifen effective in prevention of breast cancer?». The Lancet 352 (9122): 80-81. PMID 9672266. doi:10.1016/S0140-6736(98)85002-2.
- «Current and future directions in medical therapy for breast carcinoma». Cancer 88 (S12): 3065-3072. junio de  2000. doi:10.1002/1097-0142(20000615)88:12+<3065::AID-CNCR25>3.0.CO;2-P.
- «Endocrine Therapy of Advanced Disease: Analysis and Implications of the Existing Data». Clinical Cancer Research 9 (1): 460S. 2003.
- Pritchard, K. (diciembre de 2005). «Adjuvant endocrine therapies for pre-/perimenopausal women». The Breast 14 (6): 547-554. doi:10.1016/S0960-9776(05)80024-4.
- Pritchard, Kathleen I. (julio de 2007). «Risk of chemotherapy induced menopause: More detailed data will lead to improved quality of life». European Journal of Cancer 43 (11): 1644-1645. PMID 17596929. doi:10.1016/j.ejca.2007.05.027.
- Pritchard, Kathleen I. (junio de 2008). «Antihormone Therapy in Recurrent Metastatic Breast Cancer». JAMA: The Journal of the American Medical Association 299 (23): 2745. PMID 18559999. doi:10.1001/jama.299.23.2745-a.
- Pritchard, Kathleen I. (diciembre de 2010). «Do selective serotonin receptor inhibitor antidepressants reduce tamoxifen's effectiveness and increase the risk of death from breast cancer?». Breast Cancer Research 12 (4): S18. PMC 3005738. PMID 21172080. doi:10.1186/bcr2747.